# EuroStar TV
 (signalé en mai 2025).
Si vous disposez d'ouvrages ou d'articles de référence ou si vous connaissez des sites web de qualité traitant du thème abordé ici, merci de compléter l'article en donnant les références utiles à sa vérifiabilité et en les liant à la section « Notes et références ».
- Archive Wikiwix
- Bing
- Cairn
- DuckDuckGo
- E. Universalis
- Gallica
- Google
- G. Books
- G. News
- G. Scholar
- Persée
- Qwant
- (zh) Baidu
- (ru) Yandex
- (wd) trouver des œuvres sur Wikidata

EuroStar TV est une chaîne de télévision turque destinée aux Turcs d'Europe.

## Présentation de la chaîne
La chaîne est la copie de Star TV (Turquie) et est destinée aux Turcs d'Europe. Elle reprend ainsi le concept de la chaîne Euro D, version européenne de la chaîne turque Kanal D, appartenant également au groupe Doğan Media Group, lancées toutes les deux en 2006.
Après la vente de la chaîne à Doğuş Media Group (propriétaire de la chaîne NTV et CNBC-e, un changement de format de la chaîne est annoncé courant octobre 2011.

## Programmes
Elle diffuse l'essentiel de ses programmes en turc. Ses programmes reprennent exactement ceux de la chaîne turque Star TV  au même moment,  Outre les informations concernant la Turquie, la chaîne dispose de son propre journal appelé Euro Star Haber consacré aux nouvelles sur l'Union Européenne ainsi qu'aux nouvelles de pays ayant une minorité turque (comme l'Allemagne ou la Hollande).

## Diffusion
La chaîne est diffusée en clair sur le satellite Türksat, D-Smart et Digitürk par le biais du bouquet turc Digitürk Euro.
Contrairement à Star TV (Turquie) qui ne peut être reçue que par les habitants de la Turquie, EuroStar TV peut être vue sur l'ensemble du territoire européen ainsi qu'une partie de l'Asie (la Turquie et ses pays voisins).
La chaîne est également disponible sur Freebox TV sur le Canal 604, SFR sur le canal 819 et Bouygues Télécom sur le Canal 693

## Émissions[Quoi ?]
| - Çarpıntı - Kral Kaybederse - Sahipsizler | - Çok Güzel Hareketler 2 // Pazar 19:10 - Sana Değer // H.İçi Her Gün 08:45 - Nur Viral ile Sen İstersen // H.İçi Her Gün 12:30 - Başarı Saati // Pazar 11:00 - Tülin Şahin ile Moda - İş ve Yaşam - Meraklı Mikrofon - Bir Şansım Olsa // --- - Vahe ile Evdeki Mutluluk // --- - Vahe ile Tatildeki Mutluluk // --- - Asena ile Işıl Işıl | - Güne Başlarken // H.içi Her Gün 06:00 - Star Haber // Her Gün 18:00 - Euro Star Haber // Her Gün 19:00 |